# 井上耕介
井上 耕介（いのうえ こうすけ、1875年 - 1908年3月6日）は明治時代の釧路税務署職員である。職務のため地吹雪の中、徒歩で標茶に向かう途中に厚岸町片無去で殉職した。

## 生涯

### 生い立ち
1875年（明治8年）、周防国都濃郡須々万村（現在の山口県周南市）で剣術師範をしていた井上時介のもとに生まれる。井上家は井上馨の遠い親戚であったものの、廃刀令や秩禄処分によって生活に困窮、1893年（明治26年）に北海道札幌郡白石村（現在の札幌市白石区）に移住した。しかし移住後5年で父時介が死去したことで耕介は祖母、母、弟を養わなければならなくなった。郷里の小学校を出たのみの耕介であったが、人の紹介で1899年（明治32年）より札幌税務署で勤め始めることとなる。その後家族を白石村の自宅に残して道内の税務署を転々とし、1905年（明治38年）6月に釧路税務署に着任した。

### 殉職
日露戦争が終わり、1908年（明治41年）3月16日施行の酒税法改正の報と、塩田整理のための食塩の販路状況の調査の任が釧路税務署に届いたのは3月初めのことであった。当時の税務署長、野口陳吉は耕介に書記2名を帯同させこれらの任に当たらせた。3月5日、耕介らは釧路を出発し、昆布森村や仙鳳趾村を経てその日の午後遅くに厚岸町に到着した。厚岸での任を終えた6時ごろより近辺は吹雪に包まれた。翌朝には雪はほとんど降っていなかったものの、降り積もった雪が強風によって地吹雪となっていた。5m先も見えないほどの状況にもかかわらず耕介は予定通り標茶に向けて出発しようとしたため、書記の2人は驚き、それを制止した。しかし耕介は「十年の俸禄は一日の急に応ずるためである。標茶にはわたしを待っている人達がいる。」として標茶に向けて出発した。
厚岸から真龍、太田、片無去、阿歴内、雷別を経ての行程は普段は徒歩で10時間程度であったが、地吹雪の中で思うように進めず、耕介が太田の駅逓所についたころには既に午後6時を過ぎていた。太田駅逓の主人は疲れ切った耕介の姿を見て今夜は太田で泊まることを強く勧めたが、耕介は説得に応じなかった。そのため地吹雪の中をどうしても釧路に戻らなければならなかった小間物商の西岡寅市と郵便配達員の相馬財を同行させた。3人は地吹雪の中を次の片無去駅逓に向けて歩いたが、片無去まであと少しのところで耕介は耐え切れずにしゃがみ込んでしまった。耕介が空腹を訴えたため、西岡は持っていた握り飯を3人で分け、1つずつ食した。食べ終えて出発しようとした3人であったが耕介の両脚は凍り付いて一歩も動くことができなくなっていた。2人は耕介にむしろと毛布を与え、自らの荷物を置いて耕介を背負っていくことは出来ないが、駅逓まで急行し、救援を求めて戻ってくると伝え、片無去駅逓まで急行した。耕介は後から捜索しやすいように紺色の脚絆を持っていた五尺棒に括り付け、雪の中に突き刺した。また、風をよけるために雪洞を作ってその中に座り込んだ。
西岡と相馬は片無去駅逓まで10分ほどをかけてたどり着き、駅逓の人夫とともに現場に戻ったが、雪は2mを越えて積もっており、耕介の姿はどこにもなかった。一同は2時間余り付近を捜索したが、耕介が見つかることはなく、このままでは共に凍死するため一同はやむなく片無去駅逓へと戻った。

### 死後
翌3月7日、片無去駅逓より走ってきた人夫によって耕介遭難の知らせが釧路警察署ならびに釧路税務署にもたらされた。両署は翌朝、捜索隊を派遣することとしたが、翌3月8日の朝に再び暴風雪となったことで捜索隊の出発は中止となった。暴風雪は9日の午後遅くまで続き、この暴風雪で釧路管内では死者51名、負傷者21名、家屋全壊58軒などの被害が出ている。
3月13日になって発見された耕介の遺体は片無去駅逓まで僅か100mのところにあった。耕介の荷物の中には高等文官試験の試験勉強のための書籍も含まれていた。
1913年（大正2年）4月、当時の税務監督局の手によって殉難慰霊碑が現場に建てられた。しかし激動の昭和初期の中でこの碑は忘れ去られ、やがて土中に埋もれていた。これを1950年（昭和25年）11月、牧場の測量をしていた厚岸在住の測量士が発見し、税務署や厚岸町の協力もあって再び石碑を修復、慰霊祭を行っている。

## その他
この報道は3月18日、釧路新聞で記者を務めていた石川啄木の筆によって報じられている。